# Informatique de confiance
L’informatique de confiance est un projet de grandes sociétés d'informatique, incluant plusieurs technologies, suscitant de très vifs débats notamment sur la préservation des libertés individuelles et de la vie privée de l'utilisateur.
Le principe de base consiste à assigner une signature à chaque objet informatique (logiciel, document), et à déléguer à un tiers de confiance la tâche de vérifier si l’objet manipulé est autorisé à être utilisé sur le système informatique local.
Tout élément non signé ou dont la signature n’est pas listée chez le tiers de confiance sera rejeté. Cette technique permet donc de centraliser le contrôle effectué sur les applications utilisées. Cela inclut le projet NGSCB (également connu sous le nom de Palladium) de Microsoft, qui est intégré à Windows Vista, bien qu'il soit très critiqué. 
Ces technologies sont développées selon les grandes sociétés du Trusted Computing Group en français : « Plateforme pour une informatique de confiance » pour améliorer la lutte contre les virus et la sécurité informatique en général, et des responsables de grandes sociétés ont ouvertement affiché leur volonté d'instaurer des systèmes de gestion numérique des droits (DRM) sur l'ensemble des ordinateurs mondiaux. Également, du point de vue des entreprises membres du Trusted Computing Group, la sécurité informatique inclut la lutte contre la copie illégale.

## Exemples
Les exemples les plus connus de mise en place de technologies de contrôle de l'exécution des logiciels sont :
- TiVo, avec la Tivoisation des enregistreurs, qui n'exécutent les logiciels que s'ils n'ont pas été modifiés ;
- Apple, avec iOS sur les téléphones et tablettes, qui ne permettent d'installer que des logiciels validés et signés par Apple ;
- les systèmes UEFI, avec SecureBoot, l'ordinateur refusant de lancer un système d'exploitation dont le chargeur n'est pas validé et signé par une autorité reconnue par le fabricant ;
- Mozilla, avec le projet de signature des extensions du navigateur Web Firefox, qui devra refuser d'installer les extensions non validées et signées par Mozilla.

## Informatique déloyale
« Informatique déloyale » (Treacherous Computing) est le nom donné par une partie de la communauté du logiciel libre pour qualifier le projet d'informatique de confiance des grandes compagnies informatiques.
Richard Stallman a dénoncé les arrière-pensées hégémoniques de cette informatique qu'il qualifie de « déloyale » dans un article en 2002.
L'organisation April, pour la défense et la promotion du logiciel libre, estime que « (…) sous un aspect technique anodin et trompeur, ces nouveaux types d'infrastructures se préparent à verrouiller tous les systèmes d'information en mettant en péril la liberté de chaque utilisateur d'ordinateur, et donc de chaque citoyen ».